# Туль
Туль (фр. Toul) — коммуна во французском департаменте Мёрт и Мозель региона Лотарингия. Является центром двух кантонов Туль-Нор (к северу от города) и Туль-Сюд (к югу от города).

## География
Туль расположен в 55 км к юго-западу от Меца и в 22 км к западу от Нанси. Соседние коммуны: Фонтенуа-сюр-Мозель на северо-востоке, Гондревиль на востоке, Доммартен-ле-Туль и Вилле-ле-Сек на юго-востоке, Шодне-сюр-Мозель на юге, Домжермен и Шолуа-Менийо на юго-западе, Экрув на западе, Панье-деррьер-Барин и Брюле на северо-западе.
Туль стоит на Мозеле во впадине, ограниченной с запада берегом Мозеля, а с востока — берегом Мааса, называемой Кот-де-Туль (фр. côtes de Toul), по которой также названа марка местных вин Côtes-de-toul (AOC).

## История
Туль возник как древнеримская колония под названием Tullum Leucorum. Учреждение епархии Туля относится к IV веку (см. Епископы Туля). В Средние века Туль стал значительной крепостью. Ещё в 612 году здесь разворачивалось одно из важных сражений между королём Бургундии Теодорихом II и королём Австразии Теодебертом II. Позже был центром епископства Тульского, потом вошёл в состав Франции в составе Трёх Епископств. В последний же раз Туль использовался как крепость в Первой мировой войне и был взят германской армией 9 сентября 1914 года.

## Демография
Население коммуны на 2010 год составляло 15 693 человека.
| 1962   | 1968   | 1975   | 1982   | 1990   | 1999   | 2010   |
| ------ | ------ | ------ | ------ | ------ | ------ | ------ |
| 14 155 | 14 780 | 16 454 | 17 406 | 17 281 | 16 851 | 15 693 |

## Достопримечательности
Наиболее впечатляющими достопримечательностями Туля остаются неплохо сохранившиеся развалины крепостных стен. Заслуживает внимания готический кафедральный собор Святого Этьенна, а также коллегиум Святого Гангульта с замечательным готическим клуатром (крытым внутренним двориком). Существовавший в городе монастырь не сохранился, за исключением винных подвалов. Многие жилые дома в старом городе, строившиеся для священнослужителей, сохранили старинные орнаменты.
В 30 км от Туля находятся остатки римской крепости с большим амфитеатром и жертвенником Аполлона.

## Известные уроженцы
Туль — родина французского адмирала Анри Готье де Риньи, под командованием которого, в 1827 году, французская эскадра вместе с российской и английской разгромили турецко-египетский флот в бухте Наварин, Греция. Эта победа способствовала освобождению Греции от турецкого порабощения.
В Туле родились композитор Жан-Батист Нотр и маршал Наполеона Лоран Де Гувион Сен—Сир.